# Myriam Motteau
Myriam Motteau, née le 15 juin 1978, est une grimpeuse française.

## Biographie
Elle a débuté au club d'escalade de Saulieu en Côte d'Or.

## Palmarès

### Championnats du monde
- 2001 à Winterthour,  Suisse
  -  Médaille d'or en bloc

- Championnat région bourgogne Franche-Comté vétéran 2023, 1ère
- Coupe du monde 2002 world cup Roverto Italie  1ère
- Bloc Master even international Grenoble 2001 1ère
- Championne du monde UIAA wirld Championship winterthur Suisse 2001, 1ère
- Coupe du monde UIAA World cup Munich 2001, 2ème
- Coupe du monde UIAA Worlcup Gap 2001, 1ère
- Coupe du Monde Munich 2000
- En tête de la Coupe du monde de jusque son accident 5 fractures dont 1 ouverte  jambe gauche lors d'une chute du haut d'un bloc
- Coupe du monde UIAA worldcup Konitsa Grèce 2000  2nde
- Coupe d'Europe jeune en difficulté, européen youth cup parme Italie 1997, 2nde
- Championnat Europe jeune en difficulté à Dortmund en 1997, 1ère